# Sylvain Cincin
Sylvain Cincin est un écrivain français d'origine roumaine né le 12 mars 1946 à Compiègne et mort le 5 juin 1973 à Paris 14e, dans un accident de cyclomoteur.
Il appartient au mouvement littéraire du Nouveau roman. Il est le beau-frère d'André Chervel et de Marc Chervel.

## Œuvres
- Le Passé décomposé, roman, Denoël, 1969
- 20 décembre 1998, roman, Denoël, 1972
- La mer à Paris, comédie poétique, Carte blanche, production Lily Siou, réalisation radiophonique, Bernard Latour, France-Culture, 3 janvier 1972